# Bartholomeus Gyseleers-Thys
Barthélemy of Bartholomeus Joseph François Corneille (Barthel) Gyseleers-Thys (Mechelen, 28 juli 1761 - aldaar, 17 maart 1843), was een Belgisch historicus, genealoog en eerste stadsarchivaris van Mechelen van 1802 tot aan zijn overlijden.
Vanaf 1790 trad Barthélemy Gyseleers-Thys naar voren in Mechelen. Dat jaar werd hij namelijk vermeld als onder hoofdman der schermers gilde. Een jaar later werd hij schepen, een functie die hij nog even bleef uitoefenen onder de Franse overheersing. Deze ervaring kwam hem van pas, toen in 1802 het stadsbestuur op zoek naar iemand die het stadsarchief zou kunnen inventariseren. Gyseleers-Thys - die zijn plan om een geschiedenis van Mechelen te schrijven ingeruild had voor het verlangen zoveel mogelijk historisch materiaal te verzamelen - bleek bereid dit gratis te doen, en werd dus op 23 nivoise van het jaar X (13 januari 1802)  aangesteld als ere-archivaris.
Inkomsten had hij als griffier bij het vredegerecht Mechelen-Zuid, waar hij werkte van het jaar XI (1803) tot aan zijn dood. Vanaf 1817 kreeg hij wel een vergoeding van 200 gulden voor zijn diensten als stadsarchivaris. Deze verloning deelde hij met twee hulpkrachten, namelijk zijn vriend Jean Baptiste Rymenans (1748-1840), griffier bij het vredegerecht Mechelen-Noord, en zijn neef Olivier Gyseleers-Thys (1800-1890). Vanaf 1815 zetelde Gyseleers-Thys in de gemeenteraad. Toen op 30 oktober 1830 het Mechelse stadsbestuur werd aangepast naar het nieuw bewind verloor hij echter zijn post. In 1838 zag hij terug af van zijn vergoeding van 200 gulden. Dit ter ondersteuning van de plannen van het stadsbestuur nu eindelijk eens werk te maken van het inrichten van een deftig archieflokaal, waar Oliverius Gyseleers-Thys het archief zou kunnen ordenen, tegen een vergoeding van 160 gulden.
In 1836 begon Gyseleers-Thys met het uitgeven op eigen kosten van allerlei publicaties. Deze verkocht hij niet, maar verdeelde hij. Vaak telden deze maar enkele pagina's. Het eerste en omvangrijkste waren zijn Additions et corrections à la notice sur les archives de la ville de Malines, de monsieur L.-P. Gachard, tussen 1836 en 1838 verschenen in drie delen in vier banden. Zijn belangrijkste werkstuk is echter zijn onuitgegeven Chronologische algemeyen aenwyser, negenennegentig volumes met uittreksels uit archiefstukken, geschiedenissen, kronieken enz. over Mechelen, door zijn neef aan het stadsarchief geschonken en daar nog steeds bewaard.